# Kerbrandiger Napfbecherling
Der Kerbrandige Napfbecherling oder Napfförmige Kelchbecherling (Tarzetta cupularis) ist ein Pilz aus der Ordnung der Becherlingsartigen (Pezizales).

## Merkmale

### Makroskopische Merkmale
Der Kerbrandige Napfbecherling bildet tiefe napfförmige Fruchtkörper aus, die ein kurzes rundliches, im Boden steckendes Stielchen besitzen. Die Becher sind 1 bis 2 cm breit und in allen Teilen blass bis graubeige. Die Außenseite ist deutlich kleiig. Die Konsistenz des Fruchtkörpers ist brüchig und gleichzeitig ziemlich elastisch. Geruch und Geschmack sind unbedeutend, aber nicht unangenehm. Der Tiegelförmige Napfbecherling (Tarzetta catinus) ist ähnlich, aber mit bis zu 5 cm deutlich größer und mit mehr schüsselförmigen Habitus.

### Mikroskopische Merkmale
Die Sporen sind glatt, hyalin, elliptisch und 19 bis 21 × 10,5 bis 13 μm groß und besitzen 2 deutliche Öltropfen. Die Asci sind zylindrisch und werden 280 bis 330 × 11 bis 14 μm groß. Die Paraphysen sind oft gegabelt, aber gerade.

## Ökologie
Der Kerbrandige Napfbecherling wächst saprobiontisch auf lehmigen und sandigen Böden bevorzugt in Wäldern und auch Parkanlagen vor. Seine Fruchtkörper erscheinen unter Bäumen, Sträuchern und Kräutern, meist auf nackter Erde.
Er bildet Fruchtkörper im Frühjahr und nochmal im Herbst. Er ist in Mitteleuropa nicht selten und ist auch in Nordamerika zu finden.